# At-Tayba
At-Tayba (àrab: خربة الطيبه, Ḫirbat aṭ-Ṭayba) és una vila palestina de la governació de Jenin a Cisjordània al nord de la vall del Jordà, a 6 kilòmetres al sud-est de Jenin. Segons el cens de l'Oficina Central Palestina d'Estadístiques (PCBS), At-Tayba' tenia 2.386 habitants en 2007.

## Història
S'hi ha trobat ceràmica de l'època romana d'Orient.

### Època otomana
At-Tayba fou incorporada a l'Imperi Otomà en 1517 amb la resta de Palestina, i en el registre fiscal de 1596 formava part de la nàhiya (subdistricte) de Sara, en el liwà (districte) de Lajjun, amb una població de 6 llars musulmanes. Els vilatans pagaven una taxa fixa del 25% pels productes agrícoles, incloses la civada, l'ordi, collites d'estiu, oliveres, ruscs i ramats de cabres, junt amb els ingressos ocasionals: un total de 3,500 akçe.
En el Survey of Western Palestine elaborat per la Palestine Exploration Fund en 1882 hi van trobar «una vila moderna en ruïnes amb fonts.»